# Carsten Eggers

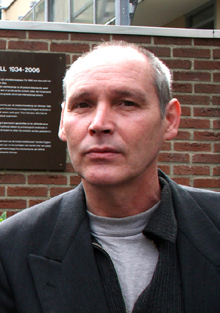
Carsten Eggers (2007)

Carsten Eggers (* 18. Mai 1958 in Stade; † 29. September 2021 in Hamburg) war ein deutscher Bildhauer und Maler. Er ist mit rund 20 realistischen Bronzeplastiken im öffentlichen Raum Norddeutschlands und der Niederlande vertreten.

## Leben und Werk
Carsten Eggers wuchs im Alten Land in Jork als Sohn des Malers Richard Eggers auf. Carsten Eggers studierte nicht an einer Kunsthochschule, nahm aber Malunterricht bei seinem Vater. Mit 17 Jahren entwarf er das Wappen für die Gemeinde Jork. 1980 nahm er Unterricht im Bildhauerfach bei Franz Rotter in Cuxhaven. Bis 1983 schloss er ein Bildhauerstudium bei Karl Heinz Türk in Nürtingen an. Ab 1991 lebte und arbeitete Carsten Eggers auf einem Resthof in Nottensdorf im Landkreis Stade. Er war in keinem Künstlerbund Mitglied und galt als Einzelgänger. 
Eine seiner ersten großen Plastiken war die überlebensgroße Bronze Die Wachenden von 1986, eine Auftragsarbeit für die Stadt Stade. Alle weiteren Bronzen im öffentlichen Raum führte Eggers ebenfalls im realistischen Stil aus. Er modellierte seine Plastiken aus Ton nach lebenden Modellen. Die jeweiligen Formen wurden dann in Gips und anschließend in Bronze gegossen. Auftraggeber waren Städte, Gemeinden und Unternehmer. In seinen Plastiken zeigte er stets Menschen. Neben seinen Skulpturen schuf Eggers auch Gemälde.
2021 starb er im Alter von 63 Jahren in einem Krankenhaus in Hamburg.

## Arbeiten im öffentlichen Raum

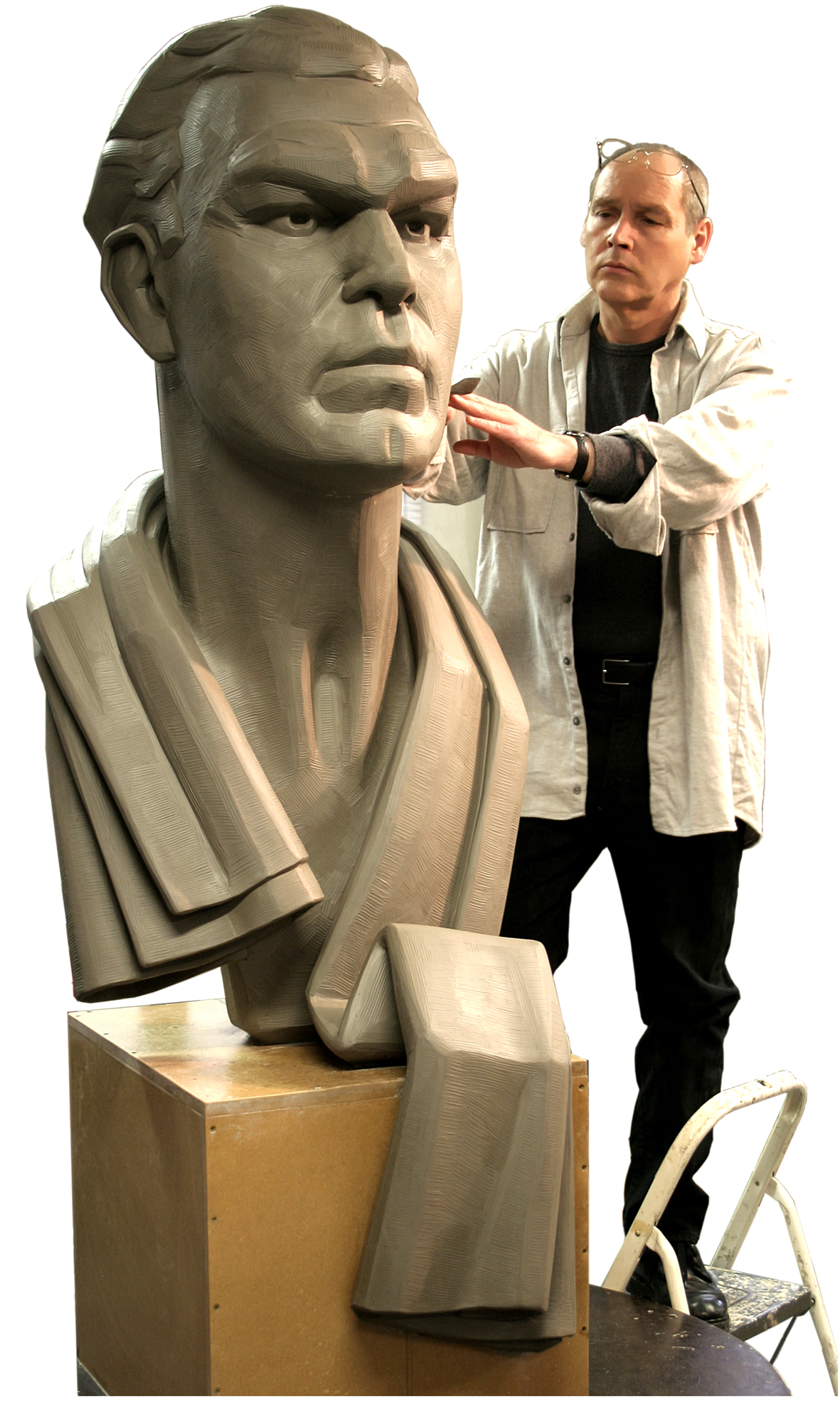
Carsten Eggers mit dem Max-Schmeling-Denkmal

- 1986: Die Wachenden, Stade, Fußgängerzone in der Innenstadt (Auftragsarbeit für die Stadt Stade[3])
- 1987: Lesender Mönch, Stade, Johanniskloster (Auftragsarbeit für eine Vermögensverwaltung aus Buxtehude[3])
- 1989: Flethenkieker, Buxtehude, Fußgängerzone am Westfleth (Auftragsarbeit für die Stadt Buxtehude[3])
- 1989: De ole Schipper, Estebrügge, vor Sparkassen-Filiale (Auftragsarbeit für Sparkasse Stade-Altes Land[3])
- 1992: Mönch Heinrich, Steinkirchen, vor der Kirche St. Martin und Nikolaus (Auftragsarbeit für eine örtliche Kulturstiftung mit Sponsorenmitteln[3])
- 1993: Kornbinderin, Deinste, Ortskern (Auftragsarbeit für die Kreissparkasse Stade[3])
- 1993: Taufbecken mit Figur von Johannes dem Täufer, Neuenkirchen (Landkreis Stade), St. Johannis-Kirche
- 1993: Büste Hermann Rauhe, Hamburg, Hochschule für Musik und Theater Hamburg
- 1993: Liborius, Bremervörde, vor St.-Liborius-Kirche (Auftragsarbeit für den Rotary-Club Bremervörde[3])
- 1995: Drei Generationen, Rotenburg (Wümme), Fußgängerzone (Auftragsarbeit für einen IHK-Funktionär[3])
- 1998: Büste von Friedrich Huth, Harsefeld, Friedrich-Huth-Bücherei (Auftragsarbeit für die Kreissparkasse Stade[3])
- 1999: Erkennender Petrus, Hamburg-Bramfeld, Seniorenwohn- und Pflegezentrum Theodor-Fliedner-Haus (Auftragsarbeit für eine Vermögensverwaltung aus Buxtehude[3])
- 2000: Deichgraf, Elbinsel Krautsand, Elbdeich (Auftragsarbeit für die Kreissparkasse Stade[3])
- 2001: Priester Hendrik, Rijnsaterwoude (NL) (Kopie von Mönch Heinrich, Auftragsarbeit für die holländische „Stichting Priester Hendrik“[3])
- 2005: Skuld, Horneburg (Landkreis Stade), Ortskern (Auftragsarbeit für die Kreissparkasse Stade, gestiftet anlässlich des 750-jährigen Jubiläums von Horneburg)
- 2007: Rudi-Carrell-Büste, Alkmaar (NL), Rudi Carrellplaats
- 2009: Erz-Abt zu Harsefeld, Kloster Harsefeld[4]
- 2010: Max-Schmeling-Denkmal, Hollenstedt (Auftragsarbeit für die Samtgemeinde Hollenstedt[5])
- Friedrich Wilhelm Fritzsche, Hauptverwaltung der Gewerkschaft NGG
- 2012: Schipper Jonny, Hamburg-Rothenburgsort, Marktplatz. (Kopie von De ole Schipper, Auftragsarbeit für eine Vermögensverwaltung aus Buxtehude)